# Equus hemionus khur
Equus hemionus khur (індійський кулан) — підвид кулана.

## Популяція
У 1958 — 1960 роках, індійський кулан став жертвою різних інфекційних захворювань, до 1961 року популяція становила 870 особин. Популяція індійського кулана почала зростати, у 2009 році налічувалося 4038 особин, у 2015 — 4800 особин. За даними МСОП на 2016 рік підвид близький до уразливого стану.
Однак підвид близький до того, щоб бути віднесеним до уразливих видів (VU D2) через наявність лише однієї популяції навколо Малого Качського Ранна. Попри це, розмір популяції у 2000 дорослих особин і ареал 16 000 км² не дозволяють кваліфікувати підвид як такий, що належить до однієї з категорій, яким загрожує небезпека.

## Опис
Індійський кулан, як і більшість інших азійських підвидів, досить сильно відрізняється від африканських підвидів. Шкіра, як правило, піщана, але варіюється від червонувато-сірого, жовтувато-коричневого, до блідо-каштанового кольору. Тварина прямостояча, темна грива, яка проходить від задньої частини голови і уздовж шиї. Далі грива прямує темно-коричневою смугою, що проходить уздовж спини, до кореня хвоста.

## Проживання
Раніше індійський кулан жив від західної Індії до південного сходу Ірану. На сьогодні ареал індійського кулана обмежений штатом Гуджарат. Індійський кулан живе у такирах, посушливих луках і чагарниках. Індійські кулани пасуться на світанку і в сутінках. Тварина харчується травами, листям і плодами рослин, сільськогосподарськими культурами. Індійський кулан може розвивати швидкість до 70 км/год.
Огири живуть або поодинці, або невеликими групами, водночас сімейні табуни залишаються великими. Парування відбувається в сезон дощів.

## Загрози та заходи охорони
За оцінками, 30—35 % популяції живе за межами території, що охороняється, а конфлікти між людьми й куланами збільшуються, зокрема, через набіги на оброблювані поля. Останніми роками кулани також все частіше потрапляють на автостраду. Кордон з Пакистаном огородили, таким чином, обмеживши будь-які можливості переміщення кулана за межі країни. Попри те, що за останні роки популяція дещо збільшилася, в останні роки рівень ожереблення знижується. Популяція зросла з моменту попередньої оцінки, але загрози з боку діяльності людини означають, що цей підвид все ще перебуває під загрозою.
Модель землекористування змінилася після побудови греблі Сардар-Саровар, яка привела до прокладання каналу Нармада навколо території, що охороняється. Вивільнення надлишкових вод каналу Сардар-Саровар в Ранн впливає на мікросередовище, низові луки й обмежує переміщення куланів та інших видів через засолену пустелю. Зростання сільськогосподарської діяльності перетворив царину у зрошувані поля, що призвело до скорочення місць проживання для існуючої популяції.
Додаткова загроза середовищі існування — інвазія Prosopis juliflora.
Охороняється на рівні держави, більша частина популяції мешкає всередині території, що охороняється.